# 胡辛卡河 (沃爾斯克拉河支流)
胡辛卡河（烏克蘭語：Гусинка），是烏克蘭的河流，位於該國東北部蘇梅州，屬於沃爾斯克拉河的左支流，發源自波洛希以東，流經奧赫特爾卡區，河道全長20公里。